# Orašje (kanton tuzlański)
Orašje – wieś w Bośni i Hercegowinie, w Federacji Bośni i Hercegowiny, w kantonie tuzlańskim, w mieście Tuzla. W 2013 roku liczyła 183 mieszkańców, z czego większość stanowili Chorwaci.